# Goffredo di Brionne
Goffredo di Brionne (... – 1015) è stato un nobile normanno che fu conte d'Eu e conte di Brionne, dal 996 alla sua morte.

## Origine
Goffredo, sia secondo la Historiæ Normannorum Scriptores Antiqui del monaco e cronista normanno Guglielmo di Jumièges, 
che per la Chronique del priore dell'abbazia di Bec e sedicesimo abate di Mont-Saint-Michel, Robert di Torigny, era figlio di Riccardo I Senza Paura, Jarl (equiparabile al titolo di "conte") dei Normanni e conte di Rouen, e di una concubina, di cui non si conoscono né il nome né i nomi degli ascendenti, mentre per alcuni storici era figlio legittimo della moglie, Gunnora (950-5 gennaio 1031), di cui non si conoscono i nomi degli ascendenti, ma di nobile famiglia di origine vichinga («nobilissima puella Danico more sibi iuncta»; «Gunnor ex nobilissima Danorum prosapia ortam»).
Riccardo I Senza Paura era figlio naturale (in quanto l'unione era more danico ossia secondo l'uso vichingo, pagano, per Guglielmo di Jumièges) di Guglielmo I Lungaspada Jarl (equiparabile al titolo di "conte") dei Vichinghi e conte di Rouen, che era stato anche duca di Bretagna, e della sua sposa, Sprota, che, come riportano i Flodoardi Annales era bretone, di alto lignaggio, come informa il cronista normanno decano della collegiata di San Quintino, Dudo (o Dudone)

## Biografia
Prima di morire, suo padre Riccardo I, nel 996, lo creò conte d'Eu e, secondo il monaco e cronista inglese Orderico Vitale, gli concesse anche la città di Brionne ed i territori adiacenti.
Dopo la morte del padre il nuovo duca di Normandia, il fratello Riccardo II detto il Buono, lo confermò nel titolo di conte d'Eu e, attesta Robert di Torigni, assicurandogli la già acquisita proprietà di Brionne, gli conferì anche il titolo di conte di Brionne.
Di Goffredo non si hanno altre notizie e si presume sia morto verso il 1015; dopo la sua morte, nelle contee d'Eu e di Brionne, sia secondo Guglielmo di Jumièges che per Robert di Torigny, gli succedette l'unico figlio maschio, Gilberto.

## Matrimonio e discendenza
Non sono noti il nome della moglie di Goffredo né quelli degli ascendenti; da lei Goffredo ebbe due figli:
- Gilberto[1][2] († 1040), conte di Eu e di Brionne;
- Adela[10]

## Ascendenza
|                          |   |                 | Genitori                  |  |  | Nonni |  |  | Bisnonni |  |  | Trisnonni            |  |
|                          |   |                 |                           |  |  |       |  |  | Rollone  |  |  | Ragnvald Eysteinsson |  |
|                          |   |                 |                           |  |  |       |  |  | Rollone  |  |  | Ragnvald Eysteinsson |  |
|                          |   | Ragnhilde       |                           |  |  |       |  |  | Rollone  |  |  |                      |  |
| Guglielmo I di Normandia |   |                 |                           |  |  |       |  |  | Rollone  |  |  |                      |  |
|                          |   | Poppa di Bayeux | Berengario II di Neustria |  |  |       |  |  |          |  |  |                      |  |
|                          |   | Poppa di Bayeux | Berengario II di Neustria |  |  |       |  |  |          |  |  |                      |  |
|                          |   | Poppa di Bayeux | …                         |  |  |       |  |  |          |  |  |                      |  |
| Riccardo I di Normandia  |   | Poppa di Bayeux |                           |  |  |       |  |  |          |  |  |                      |  |
|                          |   | …               | …                         |  |  |       |  |  |          |  |  |                      |  |
|                          |   | …               | …                         |  |  |       |  |  |          |  |  |                      |  |
|                          |   | …               | …                         |  |  |       |  |  |          |  |  |                      |  |
| Sprota                   |   | …               |                           |  |  |       |  |  |          |  |  |                      |  |
|                          |   | …               | …                         |  |  |       |  |  |          |  |  |                      |  |
|                          |   | …               | …                         |  |  |       |  |  |          |  |  |                      |  |
|                          |   | …               | …                         |  |  |       |  |  |          |  |  |                      |  |
| Goffredo di Brionne      |   | …               |                           |  |  |       |  |  |          |  |  |                      |  |
|                          | … | …               |                           |  |  |       |  |  |          |  |  |                      |  |
|                          | … | …               |                           |  |  |       |  |  |          |  |  |                      |  |
|                          | … | …               |                           |  |  |       |  |  |          |  |  |                      |  |
| …                        | … |                 |                           |  |  |       |  |  |          |  |  |                      |  |
|                          |   | …               | …                         |  |  |       |  |  |          |  |  |                      |  |
|                          |   | …               | …                         |  |  |       |  |  |          |  |  |                      |  |
|                          |   | …               | …                         |  |  |       |  |  |          |  |  |                      |  |
| …                        |   | …               |                           |  |  |       |  |  |          |  |  |                      |  |
|                          |   | …               | …                         |  |  |       |  |  |          |  |  |                      |  |
|                          |   | …               | …                         |  |  |       |  |  |          |  |  |                      |  |
|                          |   | …               | …                         |  |  |       |  |  |          |  |  |                      |  |
| …                        |   | …               |                           |  |  |       |  |  |          |  |  |                      |  |
|                          |   | …               | …                         |  |  |       |  |  |          |  |  |                      |  |
|                          |   | …               | …                         |  |  |       |  |  |          |  |  |                      |  |
|                          |   | …               | …                         |  |  |       |  |  |          |  |  |                      |  |
|                          |   | …               |                           |  |  |       |  |  |          |  |  |                      |  |

### Fonti primarie
- (LA) Chronique de Robert de Torigni, abbé du Mont-Saint-Michel, vol I, su gallica.bnf.fr.
- (LA) Ordericus Vitalis, Historia Ecclesiastica, vol. unicum, su gallica.bnf.fr.
- (LA) Monumenta Germaniae Historica, tomus XXIII, su dmgh.de. URL consultato il 12 marzo 2020 (archiviato dall'url originale il 23 settembre 2015).
- (EN) Dudo of St. Quentin's Gesta Normannorum, su the-orb.net. URL consultato il 23 dicembre 2014 (archiviato dall'url originale il 15 agosto 2009)..
- (LA) Historiæ Normannorum Scriptores Antiqui, su books.google.it.

### Letteratura storiografica
- Edwin H. Hlthouse, "L'imperatore Enrico II", cap. VI, vol. IV (La riforma della chiesa e la lotta tra papi e imperatori) della Storia del Mondo Medievale, 1999, pp. 126–169.
- William John Corbett, "L'Inghilterra dal 954 alla morte di Edoardo il Confessore", cap. X, vol. IV (La riforma della chiesa e la lotta tra papi e imperatori) della Storia del Mondo Medievale, 1999, pp. 255–298.